# 0 passi
0 passi è un singolo del cantautore italiano Deddy, pubblicato il 28 marzo 2021 come quarto estratto dal primo EP Il cielo contromano.

## Descrizione
Il brano, scritto da Giordana ed Elisa Angi, è prodotto da Stefano Tonigni, in arte Zef.

## Brano musicale
Il brano musicale è stato pubblicato il 14 maggio 2021 attraverso il canale YouTube della Warner Music Italy.

## Promozione
Il brano è stato presentato in anteprima nel corso della ventesima edizione del talent show Amici di Maria De Filippi.

## Tracce
Testi di Giordana ed Elisa Angi, musiche di Dennis Rizzi, Giordana Angi, Stefano Tonigni.
1. 0 passi – 2:43

## Classifiche

### Classifiche settimanali
| Classifica (2021) | Posizione massima |
| ----------------- | ----------------- |
| Italia            | 8                 |

### Classifiche di fine anno
| Classifica (2021) | Posizione |
| ----------------- | --------- |
| Italia            | 56        |